# (19183) Amati
(19183) Amati ist ein Asteroid des Hauptgürtels. Er wurde am 5. Oktober 1991 von den deutschen Astronomen Freimut Börngen und Lutz D. Schmadel an der Thüringer Landessternwarte Tautenburg (IAU-Code 033) entdeckt.
Der Asteroid wurde nach der Cremoneser Geigenbauerdynastie Amati benannt. Das bekannteste Mitglied, Nicola Amati, war der Lehrer von Andrea Guarneri und wahrscheinlich auch von Antonio Stradivari.